# Čierny Potok
Černý Potok je obec na Slovensku v okrese Rimavská Sobota. Žije zde 141 obyvatel.

## Kultura a zajímavosti

### Památky
- Pomník obětem druhé světové války, dvanáct obyvatel obce zde zahynulo a další byli odvlečeni do koncentračních táborů. Pomník pochází z roku 1970.[2]